# Бомбардировки Марселя (1940)
Бомбардировки Марселя — серия из двух авианалётов летом 1940 года, вначале Люфтваффе, а затем ВВС Италии, на город Марсель на юго-востоке Франции, с целью вывода из строя портовой инфраструктуры города, произошедших во время Французской кампании.

## Ход событий
Марсель являлся стратегическим портом, поэтому он стал объектом бомбардировка Германии, а затем Италии после вступления её в войну на стороне Германии.

### Первый налёт (немецкий)
1 июня 1940 года бомбардировщики Люфтваффе Heinkel He 111 совершили налёт на портовую часть Марселя. Разрушения от бомбардировки плотно заселённой части города повлекли за собой жертвы среди мирного населения. От немецкого налёта погибло 32 человека и более 60 получили ранения. Также подверглись авианалётам и соседние французские города Лион, Гренобль, Шас-сюр-Рон.

### Второй налёт (итальянский)
В ночь с 20 на 21 июня итальянские бомбардировщики Savoia-Marchetti SM.79 104-й авиагруппы двумя волнами нанесли бомбовый удар по Марселю. Французы не смогли сбить ни один итальянский самолёт. Всего было сброшено 4200 кг бомб, в результате чего количество жертв исчислялось от 122 до 144 человек.